# Bajancsandmani járás
Bajancsandmani járás (mongol nyelven: Баянчандмань сум) Mongólia Központi tartományának egyik járása. Területe 600 km². Népessége kb. 4200 fő.
Székhelye, Ih Szúdzs (Их Сууж) 106 km-re fekszik Dzúnmod tartományi székhelytől és 67 km-re Ulánbátortól.